# Гаррі Поттер і таємна кімната (фільм)
«Га́ррі По́ттер і Тає́мна кімна́та» (англ. Harry Potter and the Chamber of Secrets) — другий фільм про пригоди хлопчика-чарівника Гаррі Поттера, екранізація однойменного роману британської письменниці Дж. К. Роулінг.  Вийшов на екрани у 2002 році. Більша частина акторського складу і команди перейшла з попереднього фільму. У головних ролях знялися Деніел Редкліф, Емма Вотсон, Руперт Грінт. Кріс Коламбус вдруге посів пост режисера. Роль Дамблдора востаннє виконав Річард Гарріс.

## Сюжет
Гаррі Поттер проводить свої літні канікули в Дурслів. Після того, як Гаррі повернувся зі школи Гоґвортс, Дурслі побоювались його, адже він може їх зачаклувати (Гаррі не сказав, що йому не можна використовувати магію за межами школи).
У дядька готується важлива зустріч, і він наказує Гаррі сидіти тихо в себе в кімнаті. Коли Гаррі бачить у своїй кімнаті ельфа-домовика Добі, який вмовляє Гаррі не їхати до Гоґвортсу, оскільки там його очікує велика небезпека, хлопець не піддається вмовлянням Добі, і тому той скидає (за допомогою магії) торт на гостей. Дядько ставить на його вікна залізні ґрати, щоб він не втік і не пішов до школи. Проте однієї ночі до його вікна підлітають на своїй летючій машині брати Візлі. Вони забирають Гаррі до себе в «Барліг» на решту днів. Там Гаррі знайомиться з рештою родини Візлів.
Гаррі з Візлями вирушає за покупками на алею Діаґон, за допомогою порошку Флу. Але Гаррі користується ним вперше і потрапляє на алею Ноктерн (Алею темних мистецтв) в магазин «Боджин і Беркс». Завдяки Геґріду, він знаходить Візлів. Вони купують необхідне приладдя для навчання в Гоґвортсі. Гаррі знайомиться зі своїм новим вчителем з захисту від темних мистецтв Ґільдероєм Локартом (вони разом фотографуються для «Щоденного віщуна»).
Настало 1 вересня, і Гаррі вирушає до Гоґвортсу. Він і Рон мали перейти через магічну перегородку останніми, проте вона чомусь закрилась. Щоб потрапити до Гоґвортсу, Гаррі та Рон вирушають на літаючій машині вслід за поїздом.
Біля Гоґвортсу машина ламається, і вони врізаються в Войовничу Вербу, під час аварії Рон ламає свою чарівну паличку. Їх заледве не виганяють з школи.
Почався новий навчальний рік у Гоґвортсі. Їхній новий вчитель захисту від темних мистецтв демонструє своє неуцтво, і всі (крім дівчат) насміхаються з нього.
Мелфой стає новим ловцем команди з Квідичу в Слизерині. Під час зустрічі команд, Мелфой називає Герміону бруднокровкою. Рон намагається його заклясти, але через поламану паличку закляття влучає на нього самого і вони йдуть до Геґріда.
Відбуваючи покарання за прибуття до школи на машині, Гаррі допомагає Ґільдерою Локарту підписувати листівки шанувальникам. Гаррі чує дивний голос («Іди… Іди до мене»). Ідучи на цей голос, він приходить до стіни, на якій зроблений напис кров'ю і висить скам'яніла кішка Місіс Норіс.
Почався квідичний сезон, і під час першої гри між Ґрифіндором і Слизерином скажений бладжер атакує Гаррі. Проте Гаррі втікає від нього і ловить снича, чим приносить перемогу Ґрифіндору. Намагаючись вилікувати Гаррі руку, Ґільдерой знищив в ній всі кістки. Гаррі потрапляє до лікарні, куди приводять ще одну жертву дивного нападу на Коліна Кріві - фаната Гаррі Поттера.
Ґільдерой Локарт відкриває «Клуб дуелянтів». На якому виявляється, що Гаррі парселмовець. Учні дізнаються легенду про Таємну Кімнату. Гаррі вирішує, що спадкоємцем є Драко Малфой, і вони за допомогою багатозільної настоянки хочуть вивідати, чи це правда. Тим часом нападають на ще одного учня на ім'я Джастін Фінч-Флетчі та на Майже Безголового Ніка.
Вони випивають настоянку і прокрадаються в Слизеринський гуртожиток. Але вся праця пройшла намарно оскільки вони не дізнались нічого корисного (Мелфой не спадкоємець).
Повернувшись, вони побачили Мірту, яка плаче, і знайшли щоденник, яким в неї хтось кинув. Щоденник належав Томові Редлу, який навчався в Гоґвортсі 50 років тому, коли був перший напад. Том показує Гаррі минуле, з якого він дізнається, що Геґрід був підозрюваним у нападах. Напади продовжуються, і школу планують закрити, а Геґріда відправити в Азкабан.
Гаррі, Рон і Герміона не вірять, що Геґрід випустив монстра. Гаррі з Роном ідуть до нього, щоб спитати про події тих часів. Вони прийшли в плащі-невидимці, та Геґрід не зміг їм розповісти нічого, тому що його забрали в Азкабан. Останніми словами Геґріда були: «Йдіть за павуками». Павуки приводять їх до Темного Лісу, де вони натрапляють на лігво павуків-акромантулів, нащадків Геґрідового павука Араґоґа. Араґоґ каже їм, що це не він монстр з таємної кімнати, та що павуки бояться цього монстра, який там насправді знаходиться, найбільше.
Павуки не хотіли відпускати Гаррі й Рона, оскільки Араґоґ забороняє їм нападати лише на Геґріда, проте їх рятує стара Ронова машина, яка тепер живе Таємничому лісі.
Повернувшись до школи, вони дізнаються, що стався ще один напад, жертвою була Герміона. Гаррі та Рон ідуть до неї в лікарню. В руці Герміона тримає сторінку з книжки, в якій розповідається про Василіска - велетенського змія, монстра з таємної кімнати. Він може вбивати одним лише поглядом, але за збігом обставин, він нікого не вбив - Місіс Норіс бачила його відображення у воді, Колін Кріві бачив його через фотокамеру, Джастін Фінч-Флетчлі побачив його крізь Майже Безголового Ніка, який прийняв на себе весь удар, а Герміона побачила його в люстерко.
Друзі дізнаються, що першою жертвою була Плаксива Мірта, а отже, вхід в таємну кімнату слід шукати в її туалеті. Вони беруть з собою Ґільдероя Локарта, який зізнається, що є шахраєм. Гаррі за допомогою парселмови відкриває вхід, і вони «пірнають» у таємну кімнату. Там Локарт намагається їх заклясти, але створює обвал, тому Гаррі змушений іти далі сам.
Гаррі бачить Тома Редла, який розповідає йому, що це він — спадкоємець Слизерину і що щоденник керував Джіні, змушуючи її коїти напади. Том розповідає Гаррі свою історію про те, що він є Лордом Волдемортом(анаграма його імені - Том Ярволод Редл), і намагається вбити Гаррі, викликавши василіска.
На допомогу Гаррі прилітає дамблдорів фенікс Фоукс, який приносить йому Сортувального Капелюха. Гаррі дістає з капелюха Меч Ґодрика Ґрифіндора і вбиває ним василіска, а також знищує щоденник. Джіні оживає, й вони піднімаються нагору.
Всіх жертв вилікували, а екзамени скасували. Дамблдор знову став директором Гоґвортсу, а Геґрід повертається до школи.

## У ролях
| Роль                  | Актор (актриса) |
| учні                  | учні            |
| --------------------- | --------------- |
| Гаррі Поттер          | Деніел Редкліф  |
| Рон Візлі             | Руперт Грінт    |
| Герміона Грейнджер    | Емма Вотсон     |
| Драко Мелфой          | Том Фелтон      |
| Невіл Лонґботом       | Метью Льюїс     |
| Джордж Візлі          | Олівер Фелпс    |
| Фред Візлі            | Джеймс Фелпс    |
| Джіні Візлі           | Бонні Райт      |
| Грегорі Гойл          | Джошуа Гердман  |
| персонал «Гоґвортсу»  |                 |
| Албус Дамблдор        | Річард Гарріс   |
| Гільдерой Локарт      | Кеннет Брана    |
| Рубеус Геґрід         | Роббі Колтрейн  |
| Северус Снейп         | Алан Рікман     |
| Мінерва Макґонеґел    | Меггі Сміт      |
| Арґус Філч            | Девід Бредлі    |
| Майже-Безголовий-Нік  | Джон Кліз       |
| Помона Спраут         | Міріам Марголіс |
| Філіус Флітвік        | Ворвік Девіс    |
| інші персонажі        |                 |
| Вернон Дурслі         | Річард Гриффітс |
| Петунія Дурслі        | Фіона Шоу       |
| Дадлі Друслі          | Гаррі Меллінг   |
| Артур Візлі           | Марк Вільямс    |
| Молі Візлі            | Джулі Волтерс   |
| Луціус Мелфой         | Джейсон Айзекс  |
| Плаксива Мірта        | Ширлі Гендерсон |
| Корнеліус Фадж        | Роберт Харді    |
| Добі                  | Тобі Джонс      |
| молодий Рубеус Геґрід | Мартін Бейфілд  |

## Український дубляж
Українською мовою фільм дубльовано студією «Так Треба Продакшн» на замовлення vod-провайдера sweet.tv у 2020 році.
- Режисер дубляжу — Олена Мойжес
- Звукорежисери — Андрій Єршов, Ярослав Зелінський
- Звукорежисер перезапису — Сергій Ваніфатьєв
- Ролі дублювали — Лесь Задніпровський, Віктор Андрієнко, Андрій Потапенко, Дмитро Зленко, Євген Лебедин, Іван Вікулов, Ігор Журбенко, Тимур Кухар, Єва Головко, Вероніка Лук'яненко, Руслана Писанка, Ярослав Чорненький, Володимир Терещук, Михайло Войчук, Юрій Кудрявець, Олесь Гімбаржевський, Олександр Солодкий, Олексій Семенов, Андрій Соболєв, Ганна Соболєва, Лідія Муращенко, Юлія Перенчук

## Цікаві факти
Хоча фільм знятий на основі другої найкоротшої книги, це найдовша частина з усіх. Водночас «Гаррі Поттер і орден Фенікса» (2007), який оснований на найдовшій книзі, є другим найкоротшим фільмом.
Приблизно о 1 годині 22 хвилині Драко Мелфой каже Гаррі (схожого на Гойла через багатозільну настоянку): «Я не знав, що ти вмієш читати». Насправді це була суцільна імпровізація, тому що Том Фелтон забув свій текст.
Чотирнадцять автомобілів були знищені, щоб зняти сцену, де Гаррі і Рон врізаються в Войовничку Вербу.
У цьому фільмі відбувся другий з двох виступів для Кетрін Ніколсон у ролі Пансі Паркінсон: Гаррі Поттер і філософський камінь (2001) та Гаррі Поттер і таємна кімната (2002). Вона була першою з п'яти акторок, яка грала цю роль.
Номер автомобіля сім'ї Візлі — 7990 TD.
Джозеф Морган прослуховувався на роль Тома Марволо Редла.
Оскільки Джон Вільямс мав дуже щільний графік, музика в декількох сценах просто була скопійована з першого фільму.
Цей фільм і Гаррі Поттер і філософський камінь (2001) — два найбільших фінансових хіти режисера Кріса Колумба.
Знімання фільму почали 19 листопада 2001 року, через три дні після виходу в прокат першого фільму «Гаррі Поттер і філософський камінь». Завершився знімальний процес 26 липня 2002 року.
«Липовою» назвою картини, яка використовувалася для того, щоб спантеличувати фанатів і місцевих жителів, була «Інцидент на 57-й вулиці». Так називалася одна з популярних пісень Брюса Спрінгстіна, написана в 1973 році.
Спочатку роль Ґільдероя Локарта запропонували Г'ю Гранту, який дав попередню згоду, але через час все ж таки відхилював пропозицію через зайнятість в інших проєктах. Згодом актор не раз відкрито жалкував про своє рішення. Після його відмови роль могла також дістатися Алану Каммінгу.
Роль Тома Реддла у результаті одержав 23-річний Крістіан Коулсон, хоча на відкриті прослуховування на неї запрошували тільки хлопців віком від 15 до 17 років.
Щоб одержати уявлення про те, наскільки неприємним і відштовхуючим повинен бути його персонаж, Джейсон Айзекс (Луціус Мелфой) переглянув сцени з участю Тома Фелтона (Драко Мелфой) в першому фільмі.
Дамблдор не посилав Фоукса врятувати Гаррі; Фоукс прилетів, щоб врятувати Гаррі, тому що той продемонстрував справжню вірність Дамблдору під час зіткнення з василіском.
За словами Деніела Редкліффа, «Гаррі Поттер і таємна кімната» — його найулюбленіша книга Поттеріани.
Другий найкасовіший фільм 2002 року.

## Відмінності від книги
У книзі Дурслі під час Гарріної втечі прокинулися через ухкання Гедвіги, а не від відламування решітки на вікнах Гарріної кімнати
У книзі професор Бінс пояснював витоки Таємної Кімнати, а не професор Макґонеґел.
У книзі після того як Гаррі вперше почув голос василіска, він повернувся до свого гуртожитку і розповів усе Рону, а не пішов на голос і не натрапив на Рона і Герміону

## Номінації
- Вибір дітей (BAFTA) — переможець
- Кращі спецефекти (BAFTA)
- Найкращий фільм (BAFTA)
- Найкращий звук (BAFTA)

## Знімальна група
- Режисер — Кріс Коламбус
- Сценарій — Стів Кловз
- Продюсер — Майкл Барнатан, Девід Барон, Кріс Коламбус
- Виконавчі продюсери — Кріс Коламбус, Марк Редкліфф, Майкл Барнатан;
- Композитор — Джон Вільямс, Вільям Росс
- Спецефекти — Роджер Гуєт, Тім Берк
- Костюми — Джені Темім

## Сприйняття
Оцінка на сайті IMDb — 7,4/10.

## Вплив на Українську Культуру
Фільм породив мем "Добі тепер вільний".